# Svjetsko prvenstvo u atletici 2015. – Bacanje kugle (muškarci)
Bacanje kugle za muškarce se na Svjetskom prvenstvu u atletici 2015. održalo na Nacionalnom stadionu u Pekingu 23. kolovoza 2015. godine.

## Osvajači odličja
| Zlato  | Joe Kovacs SAD           |
| Srebro | David Storl Njemačka     |
| Bronca | O'Dayne Richards Jamajka |

## Rekordi
Prije Svjetskog prvenstva u muškom bacanju kugle držali su sljedeći rekordi:
| Svjetski rekord                              | Randy Barnes, SAD                                | 23,12 | Westwood, SAD         | 20. svibnja 1990.  |
| Rekord svjetskih prvenstava                  | Werner Günthör, Švicarska                        | 22,23 | Rim, Italija          | 29. kolovoza 1987. |
| Rekord sezone                                | Joe Kovacs, SAD                                  | 22,56 | Monako                | 17. srpnja 2015.   |
| Afrički rekord                               | Janus Robberts, JAR                              | 21,97 | Eugene, Oregon, SAD   | 2. lipnja 2001.    |
| Azijski rekord                               | Sultan Abdulmajeed Al-Hebshi , Saudijska Arabija | 21,12 | Doha, Katar           | 8. svibnja 2009.   |
| Sjeverno, Srednjeamerički i karipski rekord  | Randy Barnes, SAD                                | 23,12 | Westwood, SAD         | 20. svibnja 1990.  |
| Južnoamerički rekord                         | Germán Lauro , Argentina                         | 21,26 | Doha, Katar           | 10. svibnja 2013.  |
| Europski rekord                              | Ulf Timmermann, Njemačka Demokratska Republika   | 23,06 | Hania, Grčka          | 22. svibnja 1988.  |
| Oceanski rekord                              | Tomas Walsh, Australija                          | 21,50 | Mutterstadt, Njemačka | 25. srpnja 2015.   |
| Rekordi oboreni tijekom Svjetskog prvenstva: |                                                  |       |                       |                    |
| Oceanski rekord                              | Tomas Walsh, Australija                          | 21,58 | Peking, Kina          | 23. kolovoza 2015. |

## Kvalifikacijska norma
| Iznos norme |
| ----------- |
| 20,45 m     |

## Raspored natjecanja
| Nadnevak           | Vrijeme | Runda         |
| ------------------ | ------- | ------------- |
| 23. kolovoza 2015. | 10:05   | Kvalifikacije |
| 23. kolovoza 2015. | 19:30   | Završnica     |

 Sva napisana vremena odnose se na lokalno vrijeme (UTC+8) 